# Dilsa Demirbag-Sten
Dilsa Demirbag-Sten (uttalas di'lsja), född Dilşa Demirbağ 10 oktober 1969 i Kirwan i provinsen Elâzığ i sydöstra Turkiet, är en svensk författare och journalist. Hon har kurdisk bakgrund. 2011 grundade hon stiftelsen Berättarministeriet där hon sedan dess är generalsekreterare. 
Dilsa Demirbag-Stenblir anlitas som moderator och debattör i frågor kring utbildning, integration, hedersvåld och kvinnors rättigheter. Tidigare skrev hon återkommande för Dagens Nyheter, Expressen och Östgöta Correspondenten.

## Bakgrund
Demirbag-Sten kom till Sverige 1976 som sexåring och växte upp i Uppsala och Karlstad. Hon blev bortförlovad i tidig ålder men bröt förlovningen och undkom ett tvångsäktenskap. Hon har bland annat arbetat för Riksteatern, Amnesty och blev sakkunnig åt integrationsminister Leif Blomberg. Hon har engagerat sig i kampen mot kvinnoförtryck och hedersrelaterat våld. Demirbag-Sten är politiskt liberal och religionskritiker. Hon har varit engagerad i föreningen Humanisterna och säger sig verka för ett sekulärt, demokratiskt och jämställt samhälle.
Dilsa Demirbag-Sten är syster till artisterna Dilba och Dilnarin. Demirbag-Sten har vid flera tillfällen skrivit om det armeniska folkmordet.
Demirbag-Sten har tidigare varit ledamot i Globaliseringsrådet och suttit i Kulturrådets referensgrupp för kulturtidskrifter. Hon var tidigare styrelseledamot i AllBright[2] och har också varit styrelseledamot i Riksteatern, Svenska Institutet, Linnéuniversitetet, Röda Korset, Humanisterna samt tankesmedjan FORES. Demirbag-Sten har för närvarande styrelseuppdrag för Stiftelsen Nobel Center, Institutet för framtidsstudier, Linköpings universitet och Pressens Opinionsnämnd. Hon är sedan 2021 ledamot av regeringens särskilda läsråd 
Den 22 juni 1999 och den 13 juli 2011 var Demirbag-Sten värd för Sommar i P1. Hon har också varit programledare i TV8 och för Ring P1.

## Utmärkelser
- Axel and Margret Ax:son Johnson Foundation’s award of SEK 100 000, 2002
- Timbro’s annual Freedom Prize 2008
- Advokatsamfundets journalistpris 2008[7]
- Natur och Kulturs Johan Hansson-pris för boken Fosterland, 2010[8]
- Magen David Adom utmärkelsen som "Årets Livräddare" 2010
- Stockholm County award "Månadens Stockholmare" September 2011[9]
- Årets alumn vid Karlstads universitet 2012[10]
- Torgny Segerstedts frihetspenna 2012[3][4]
- Bild och Ord Akademin Ann-Marie Lunds Encyklopedipris 2012[11]
- Årets eldsjälspris till Oscar Hirsch minne, 2016[12]
- Astrid Lindgrens Världs stipendium för 2017[13]
- 2018: Tilldelad St:Eriks-medaljen för betydande insatser i Stockholms stad [14]
- KTH:s stora pris, 2019 [15]